# Треугольник (телесериал, 1992)
Треугольник (исп. Triángulo) — мексиканская 80-серийная мелодрама с элементами драмы  1992 года производства телекомпании Televisa.

## Сюжет
Сара - наивная и послушная молодая девушка, которая живет с отцом Сальвадором, который женат на Вирхинии, у которой две дочери от её предыдущего брака, Нина и Росаура, последняя вышла замуж за инженера Ивана Виллафранко. И Вирхиния, и Росаура не любят Сару. В отличие от сестры и её матери, Нина очень любит Сару, как свою родную сестру.
Сара и ее лучшая подруга Дорис поступили в медицинский институт и изучают сестринское дело. Поскольку  её отец, Сальвадор живёт в нищете, этот факт не позволяет ее дочери продолжить дальше учёбу в медицинском институте. Сальвадор обвиняет всю семью Вильяфранка, из-за его плохого положения в обществе.
Иван Вильяфранка — хороший мужчина и образцовый муж, который любит Росауру, но он обнаруживает, что у жены бесплодие, у неё никогда не будет детей, и хочет порвать с ней, но та решает остаться с ним, ибо поклялась любить Ивана до гробовой доски; и чтобы Иван не оставил её.
Сара стала встречаться с Давидом Вильяфранка, братом Ивана, и влюбилась в него, несмотря на все упрёки со стороны. Однако Давид, который всегда плохо говорил о своем брате Саре, просто захотел воспользоваться ею, и после бурного романа, он оставил ее на произвол судьбы. Иван захотел, чтобы его брат признал свою вину перед Сарой и уехал в Бразилию вместе со своим двоюродным братом Вилли. В итоге Сара ждёт ребёнка от Давида.
Аркадио Вильяфранка, отец Ивана и Давида, был убит Марианой и та, чтобы скрыть следы преступления, решила солгать на суде, в результате чего Сальвадор, отец Сары был обвинён в преступлении, которого не совершал и приговорен к тюремному заключению. Дон Басилио, дядя Ивана и Давида, не веря в виновность Сальвадора,  очень захотел, чтобы Мариана была наказана, но скрывает ото всех, что она убийца, опасаясь скандала. Отчаявшись, Сара решает позвонить Ивану, и попросить о помощи и тот решил ей помочь. Однако помощь пришла слишком поздно — Сальвадор покончил с собой в тюрьме от отчаяния. Теперь на совести Марианы две загубленные жизни.
После самоубийства отца в тюрьме, Сара осталась одна в беспомощном состоянии, и снова просит Ивана о помощи. Из Бразилии пришли печальные новости — не стало Вилли. Семья оказалась на грани полного фиаско, и Иван решает защитить Сару, которая сильно измучилась от обрушившейся чёрной полосы.
Росаура и Иван решают усыновить ребенка, чтобы стать полноценной семьёй. Она решает воспользоваться прибытием Сары, манипулировать ею и умудряется убедить ее дать их ребенка для усыновления. После рождения ребёнка, Сара отдала ребёнка Ивану и Росауре.
Росаура начинает вести себя хуже и хуже, и это заставляет Ивана усомниться в ней, и влюбиться в Сару. Сначала он не хочет признавать свои чувства, но, наконец, понял, что он в нее влюбился. Сара тоже начинает любить его, и вскоре они тайно женились. Когда об предательстве узнала его жена, то Иван недолго думая, оформил документы на развод с Росаурой и решил попросить Сару официально жениться. Сара принимает его предложение, но откуда не возьмись, появилась её близкая подруга Дорис, которая решила отбить Ивана у своей подруги.
Неожиданно для всех Вилли и Давид найдены в Бразилии. Оба были взяты в плен бандитами и подвергнуты дикими пытками бандой головорезов. Давид говорит, что собирается жениться на Саре. Иван впадает в депрессию, когда узнал, что нашёлся Давид и хочет отбить у него Сару.
Вскоре после этого открылась большая семейная тайна: Иван усыновлен. Давид не стесняется бросить его ему в лицо всякие гадкие слова, и потребовать, чтобы он отказался от фамилии Вильяфранки и наследства своего отца и поскорее убирался из дома. Иван согласился покинуть семью, но Ана говорит ему, что для нее он всегда был и будет сыном. Также ее дядя Басилио находится на стороне Ивана, говоря ему, что именно он поднял компанию, когда она была разрушена, что он очень много работал для компании и имеет полное право остаться в семье, кроме того, Аркадио решил, что он сын Ивана, и никто не может отнять это право. Сара также защищает Ивана от Давида и успокаивает его, и убеждает его вернуться со своей семьей. Сара примирилась с Иваном, и Давид сам решил покинуть дом, чтобы жениться на близкой подруге Сары — Дорис.
Когда счастье, кажется полностью возвратилось, Дорис узнает, что Иван и ее дядя Басилио знали, что настоящим убийцей Дона Аркадио была Мариана, и она всё рассказывает Давиду, и тот поклялся уничтожить своего родного брата. Давид начал план мести: он говорит Саре, что Иван скрыл, что его отец невиновен, далее у него произошёл депрессивный кризис. Поверив наговору Давида, Сара рассердилась на Ивана, оскорбила и оставила его, несмотря на то, что он защищает себя и поклялся, что он действительно ничего не знал, но она не верит ему. Дон Басилио предложил поговорить с Сарой, чтобы объяснить, что он был тем, кто скрывал правду, но Иван, побежденный, говорит ему, что лучше оставить что-то подобное и решает переехать в Бразилию. Макс, лучший друг Ивана, также пытается убедить Сару послушать Ивана, но она говорит ему, что все, в большей или меньшей степени, виноваты в смерти своего отца и что она никогда не сможет их простить. Иван уезжает в Бразилию и прощается с Давидом, который попадает в дом для душевнобольных. Росаура, обнаружив, что у нее рак, проходит лечение.
Прошло какое-то время, и Давид полностью оправился от своего кризиса. Его мать идет забрать его в клинику и говорит ему, что он должен вернуться домой, потому что Иван возвращается из Бразилии и хочет его увидеть. Давид принимает, и когда Иван возвращается, то встретил его с любовью, при этом попросив прощения за всё зло. Иван хочет увидеть Сару и попросить у неё прощения, но та не захотела его больше видеть и он возвращается обратно.
Росаура полностью вылечилась от рака, также узнала о возвращении Ивана и решила вернуть его, но Иван говорит ей, что он больше не чувствует к ней того же. Когда Сара приходит с сыном, Давид пытается убедить ее дать ему еще один шанс, и теперь он может сделать ее счастливой. Пока они разговаривают, Иван прибывает, и Сара говорит Ивану, что ей нужно поговорить с ним о чем-то очень важном.
Сара и Иван разговаривают в саду, где она говорит ему, что она должна была поверить ему, но самоубийство её отца сделала ей очень больно, но позже она пожалела об этом. Наконец она попросила прощения у него и её сын крепко обнял своего отца.

## Создатели телесериала

### В ролях
- Даниэла Кастро - Сара Гранадос Рохас
- Эдуардо Паломо† - Иван Вильяфранка Линарес
- Гильермо Гарсия Канту - Давид Вильяфранка Линарес
- Патрисия Рейес Спиндола - Вирхиния Гранадос
- Энрике Лисальде† - Сальвадор Гранадос
- Хульета Эгуррола - Ана Линарес де Вильяфранка
- Умберто Элисондо - Аркадио Вильяфранка
- Кения Гаскон - Росарио Гранадос Верти
- Клаудия Рамирес - Нина Гранадос Верти
- Росио Собрадо - Дорис Фернандес
- Лус Мария Херес - Мариана Армендарис
- Тельма Дорантес - Алисия
- Ампаро Гарридо Аросамена - Исабель Армендарис
- Роберто Антунес - Басилио Линарес
- Хуан Игнасио Аранда - Вилли Линарес
- Луис Хавьер - Макс Алпонте
- Адальберто Парра - Хулиан Санчес
- Шанталь Андере - камео
- Люси Тэйм - Матильде
- Клаудио Баэс† - Аугусто
- Эльса Карденас
- Маргарита Исабель†

### Административная группа
- оригинальный текст: Мария Саратини Дан
- адаптация: Ирма Рамос
- музыкальная тема заставки: «Entre tú y yo»
- вокал: Шанталь Андере
- композиторы: Педро Альберто Карденас, Хуан Диего Фернандес, Мариано Перес
- сценография: Хосе Контрерас
- начальница места съёмок: Патрисия де Викенсо
- светотехник: Серхио Тревиньо
- координатор производства: Рауль Роман
- начальник административной группы: Серхио Муньос
- оператор-постановщик: Виктор Сото
- режиссёр-постановщик: Артуро Рипштейн
- музыкальный продюсер: Хуан Диего Фернандес
- ассоциированный продюсер: Гуадалупе Куэвас
- продюсер: Эрнесто Алонсо

## Награды и премии

### Eres иTVyNovelas(0 из 1; 0 из 8)
Телесериал был номинирован 9 раз на две премии, однако ни разу он не победил.